# Porta Fontinalis
De Porta Fontinalis was een stadspoort in de Muur van Servius Tullius in het Oude Rome.
De stadspoort is bekend van een tweetal vermeldingen in de antieke literatuur. Livius schrijft dat in 193 v.Chr. bij deze poort de Porticus Aemilia werd gebouwd. Deze stond bij de Clivus Argentarius, de weg van het Forum Romanum naar het Marsveld en de Porta Fontinalis stond dus direct ten noorden van de Capitolijn.
De poort ontleent zijn naam waarschijnlijk aan de bron (Latijn:fons) die onder de nabijgelegen Mamertijnse gevangenis ontsprong.
Porta Collina · Porta Viminalis · Porta Esquilina · Porta Querquetulana · Porta Caelimontana · Porta Capena · Porta Naevia · Porta Raudusculana · Porta Lavernalis · Porta Trigemina · Porta Flumentana · Porta Carmentalis · Porta Fontinalis · Porta Sanqualis · Porta Salutaris · Porta Quirinalis